# Gorjuše
Gorjuše so razloženo naselje v Občini Bohinj, ki ga sestavljajo tri središča, Spodnje, Srednje in Zgornje Gorjuše. Poimenovanje Srednje Gorjuše se uporablja le redko, večkrat jih štejejo pod Zgorjnje Gorjuše. So eno največjih naselij v občini Bohinj. Ležijo na prisojnih terasah Pokljuke na nadmorski višini od 900 do 1100 mnm in z bližnjim, okoli 3 km oddaljenim Koprivnikom spadajo med najvišje ležeča naselja v Sloveniji. Vsi trije zaselki so se razvili na prostoru nekdanjih pašnih planin. Število stalnih prebivalcev se krči, pravih kmetij je vedno manj, narašča pa število počitniških hišic.
V Gorjušah je še ohranjeno izdelovanje pip (lokalno ime zanje je čedra), ki se je razvilo pred nekaj stoletji. Čedre so prodajali po srednji Evropi in Dalmaciji. Gorjuške pipe, ki so jih izdelovali iz hruškovega, javorjevega in pušpanovega lesa, so bile različnih oblik, okrašene s srebrno pločevino in vložki iz biserne matice. Dandanes čedre izdelujeta le še dva prebivalca.
Na Gorjušah se večina starejših ljudi, pa tudi mlajših še ukvarja s kmetijstvom. Vendar za to uporabljajo stroje in le nekaj kmetij še ohranja tradicijo ročne molže, košnjo s koso in obdelovanje brez traktorjev in kombajnov. Venda to je redkost. Še vedno pa se ohranja peka domačega kruha in le redke kmetije, s kravami molznicami, še nosijo mleko v bližno zbiralnico. 

## NOB
Sredi decembra 1941 je bilo na Gorjušah zbirališče prostovoljcev-partizanov z blejskega in bohinjskega območja. 15. 12. 1941 je bil na Gorjušah ustanovljen Prešernov partizanski bataljon.